# معركة باموت
معركة باموت كانت محاولة طويلة الأمد للجيش الروسي للاستيلاء على قرية باموت في غرب الشيشان. وأدى القتال الذي دار فيما بعد إلى تدمير القرية بالكامل. 

## المعركة
في ربيع عام 1995 خلال حرب الشيشان الأولى، استولى الجيش الروسي على الكثير من المدن والمناطق المهمة، مما جعل باموت واحدة من آخر المناطق التي يسيطر عليها الشيشانيون في الأراضي المنخفضة. في 10 مارس 1995، بدأت معارك ضارية للسيطرة على قرية باموت. شن الجيش الروسي عدة هجمات فاشلة على القرية، تاركا الدبابات والعربات المدرعة متناثرة في الشوارع.  كان الدفاع الأساسي عن القرية مكونًا بشكل أساسي من مقاتلين من القرية والمناطق المحيطة بها وعلى الأخص تحت قيادة خيزير خاتشوكاييف.  "وكانت مداخل القرية وشوارعها الرئيسية ملغومة بالألغام المضادة للدبابات والمضادة للأفراد، كما تمت تغطية بعض نقاط إطلاق النار بالخرسانة المسلحة".   في 18 أبريل، بالقرب من باموت، أثناء الهجوم على ارتفاع 444.4 - "الجبل الأصلع"، تعرضت مجموعة من مفرزة القوات الخاصة الروسية التابعة لوزارة الداخلية "روسيتش" لكمين. وتكبدت المفرزة في المعركة 27 قتيل. بعد سقوط نوزهاي يورت وشاتوي في النصف الأول من يونيو 1995، ظلت باموت الجزء الوحيد من الأراضي المنخفضة التي تسيطر عليها القوات المسلحة الشيشانية. في منتصف يونيو 1995، صد المدافعون الشيشان محاولة اعتداء أخرى.
تم وقف الأعمال العدائية في يوليو 1995 نتيجة للأحداث التي وقعت في بوديونوفسك.   ومع ذلك، في شتاء 1995-1996، استؤنفت العمليات العسكرية في منطقة باموت. في فبراير ومارس 1996، شن الجيش الروسي مرة أخرى هجومًا واسع النطاق على باموت، والذي تمت تغطيته على نطاق واسع في وسائل الإعلام الروسية. إلا أنها انتهت أيضًا بالفشل، حيث أعد المدافعون كمينًا على طرق القوات المقتربة. في 24 مايو 1996، سيطر الجيش الروسي أخيرًا على باموت وعلى ارتفاع 444.4 - "الجبل الأصلع". انسحبت مفرزة رسلان خاخوروييف المدافعة عن باموت من الحصار الروسي مستفيدة من الشفق والضباب الكثيف. 

## في الأعمال الفنية
- "باموت" - أغنية لموسى ناساجاييف.
- "باموت" - أغنية لتيمور موتسوراييف.
- "قُتلت بالقرب من باموت" - أغنية كتبها جنود روس من الوحدة العسكرية 5598 26 BON في عام 1996.